# Mistrovství světa v alpském lyžování 2013 – Super-G žen
Soutěž Super–G žen na Mistrovství světa v alpském lyžování 2013 se konala v úterý 5. února jako úvodní závod šampionátu. Start byl naplánován na 11.00 hodinu místního času, ale pro špatné počasí došlo k postupnému odkládání v patnáctiminutových intervalech až do 14.30 hodin, kdy byl zahájen. Zúčastnilo se jej 59 závodnic z 28 zemí. Po odjetí prvních 30 lyžařek byl závod pro mlhu prohlášen za ukončený.
Mistryní světa se stala průběžná vedoucí závodnice Světového poháru Slovinka Tina Mazeová. Stříbrnou medaili získala Švýcarka Lara Gutová-Behramiová a bronz si odvezla americká lyžařka Julia Mancusová.
Čtyřnásobná celková vítězka Světového poháru Američanka Lindsey Vonnová měla přibližně v polovině trati těžký pád, po kterém byla dopravena helikoptérou do blízké nemocnice. Vyšetření na pravé dolní končetině prokázala přetržení křížového i mediálního postranního vazu kolena a zlomeninu holenní kosti.

## Výsledky
Závod byl odstartován ve 14.30 hodin.

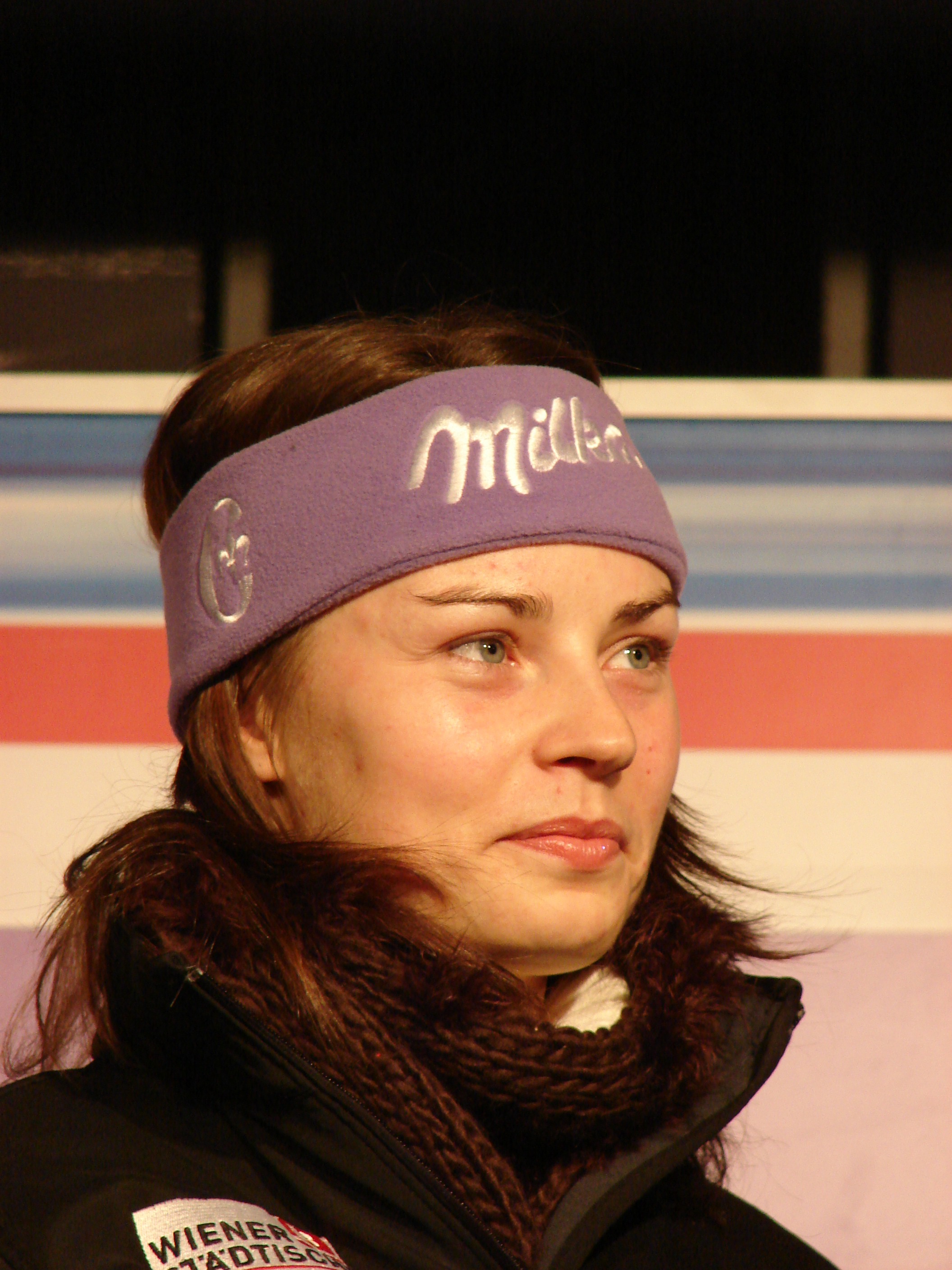
Mistryně světa Tina Mazeová

| Pořadí                                                                                               | Č. | Závodnice                     | Stát                   | Čas     | Ztráta |
| --- | -- | ----------------------------- | ---------------------- | ------- | ------ |
| 1.                                                                                                   | 18 | Tina Mazeová                  | Slovinsko              | 1:35.39 | 0.00   |
| 2.                                                                                                   | 13 | Lara Gutová                   | Švýcarsko              | 1:35.77 | +0.38  |
| 3.                                                                                                   | 22 | Julia Mancusová               | Spojené státy americké | 1:35.91 | +0.52  |
| 4.                                                                                                   | 33 | Sofia Goggiová                | Itálie                 | 1:35.96 | +0.57  |
| 5.                                                                                                   | 17 | Fabienne Suterová             | Švýcarsko              | 1:36.25 | +0.86  |
| 6.                                                                                                   | 4  | Ilka Štuhecová                | Slovinsko              | 1:36.28 | +0.89  |
| 7.                                                                                                   | 27 | Daniela Merighettiová         | Itálie                 | 1:36.32 | +0.93  |
| 8.                                                                                                   | 16 | Viktoria Rebensburgová        | Německo                | 1:36.33 | +0.94  |
| 9 | 11 | Andrea Fischbacherová         | Rakousko               | 1:36.40 | +1.01  |
| 10.                                                                                                  | 8  | Dominique Gisinová            | Švýcarsko              | 1:36.57 | +1.18  |
| 11.                                                                                                  | 1  | Nicole Schmidhoferová         | Rakousko               | 1:36.64 | +1.25  |
| 11.                                                                                                  | 10 | Elisabeth Görglová            | Rakousko               | 1:36.64 | +1.25  |
| 13.                                                                                                  | 6  | Lotte Smiseth Sejersted       | Norsko                 | 1:36.85 | +1.46  |
| 14.                                                                                                  | 3  | Marie Marchand-Arvier         | Francie                | 1:37.02 | +1.63  |
| 15.                                                                                                  | 2  | Jessica Lindell-Vikarby       | Švédsko                | 1:37.07 | +1.68  |
| 16.                                                                                                  | 14 | Leanne Smithová               | Spojené státy americké | 1:37.08 | +1.69  |
| 17.                                                                                                  | 28 | Regina Sterzová               | Rakousko               | 1:37.09 | +1.70  |
| 18.                                                                                                  | 9  | Elena Curtoniová              | Itálie                 | 1:37.12 | +1.73  |
| 19.                                                                                                  | 15 | Fränzi Aufdenblattenová       | Švýcarsko              | 1:37.36 | +1.97  |
| 20.                                                                                                  | 26 | Carolina Ruizová Castillová   | Španělsko              | 1:37.58 | +2.19  |
| 21.                                                                                                  | 31 | Nadia Fanchiniová             | Itálie                 | 1:37.63 | +2.24  |
| 22.                                                                                                  | 25 | Marion Rollandová             | Francie                | 1:37.90 | +2.51  |
| 23.                                                                                                  | 34 | Larisa Yurkiwová              | Kanada                 | 1:38.14 | +2.75  |
| 24.                                                                                                  | 32 | Chemmy Alcottová              | Spojené království     | 1:38.18 | +2.79  |
| 25.                                                                                                  | 36 | Klára Křížová                 | Česko                  | 1:38.22 | +2.83  |
| 26.                                                                                                  | 7  | Laurenne Rossová              | Spojené státy americké | 1:38.37 | +2.98  |
| 27.                                                                                                  | 24 | Tessa Worleyová               | Francie                | 1:38.73 | +3.34  |
| 28.                                                                                                  | 5  | Marie-Pier Préfontaineová     | Kanada                 | 1:38.88 | +3.49  |
| 29.                                                                                                  | 35 | Maria Bedarevová              | Rusko                  | 1:39.64 | +4.25  |
| 30.                                                                                                  | 30 | Lena Dürrová                  | Německo                | 1:39.66 | +4.27  |
| 31.                                                                                                  | 37 | Sara Hectorová                | Švédsko                | DNS     |        |
| 31.                                                                                                  | 38 | Anastasia Kedrinová           | Rusko                  | DNS     |        |
| 31.                                                                                                  | 39 | Alexandra Colettiová          | Monako                 | DNS     |        |
| 31.                                                                                                  | 40 | Jelena Jakovišinová           | Rusko                  | DNS     |        |
| 31.                                                                                                  | 41 | Alexandra Prokopjevová        | Rusko                  | DNS     |        |
| 31.                                                                                                  | 42 | Greta Smallová                | Austrálie              | DNS     |        |
| 31.                                                                                                  | 43 | Edit Miklósová                | Maďarsko               | DNS     |        |
| 31.                                                                                                  | 44 | Karolina Chrapeková           | Polsko                 | DNS     |        |
| 31.                                                                                                  | 45 | Agnieszka Gąsienica-Danielová | Polsko                 | DNS     |        |
| 31.                                                                                                  | 46 | Macarena Simari Birkner       | Argentina              | DNS     |        |
| 31.                                                                                                  | 47 | María Belén Simari Birkner    | Argentina              | DNS     |        |
| 31.                                                                                                  | 48 | Maria Kirkovová               | Bulharsko              | DNS     |        |
| 31.                                                                                                  | 49 | Isabel van Buynderová         | Belgie                 | DNS     |        |
| 31.                                                                                                  | 50 | Sasa Tršinskiová              | Chorvatsko             | DNS     |        |
| 31.                                                                                                  | 51 | Maria Škanovová               | Bělorusko              | DNS     |        |
| 31.                                                                                                  | 52 | Maryna Gasienica Danielová    | Polsko                 | DNS     |        |
| 31.                                                                                                  | 53 | Piera Hudsonová               | Nový Zéland            | DNS     |        |
| 31.                                                                                                  | 54 | Kristina Saalová              | Slovensko              | DNS     |        |
| 31.                                                                                                  | 55 | Andrea Komšićová              | Chorvatsko             | DNS     |        |
| 31.                                                                                                  | 56 | Anna Bereczová                | Maďarsko               | DNS     |        |
| 31.                                                                                                  | 57 | Bogdana Macocká               | Ukrajina               | DNS     |        |
| 31.                                                                                                  | 58 | Tetiana Tikunová              | Ukrajina               | DNS     |        |
| 31.                                                                                                  | 59 | Ljudmila Fedotovová           | Kazachstán             | DNS     |        |
| 31.                                                                                                  | 12 | Tina Weiratherová             | Lichtenštejnsko        | DNF     |        |
| 31.                                                                                                  | 19 | Lindsey Vonnová               | Spojené státy americké | DNF     |        |
| 31.                                                                                                  | 20 | Maria Höflová-Rieschová       | Německo                | DNF     |        |
| 31.                                                                                                  | 21 | Anna Fenningerová             | Rakousko               | DNF     |        |
| 31.                                                                                                  | 23 | Ragnhild Mowinckelová         | Norsko                 | DNF     |        |
| 31.                                                                                                  | 29 | Veronique Hroneková           | Německo                | DNF     |        |
| Č. – startovní číslo závodníka, DNS – závodník nenastoupil na start, DNF – závodník nedojel do cíle. |    |                               |                        |         |        |